# Josef Steinkogler
Josef Steinkogler (* 21. Mai 1954 in Ebensee; † 15. März 2024) war ein österreichischer Politiker (ÖVP). Er war von 2009 bis 2013 Mitglied des Bundesrats der Republik Österreich und ab 1982 Vizebürgermeister seiner Heimatgemeinde Ebensee.

## Ausbildung und Beruf
Nach der Pflichtschule besuchte Steinkogler die Landwirtschaftlichen Fachschulen in Kleßheim und Altmünster von 1969 bis 1971. Von 1988 bis 1991 absolvierte er mit erfolgreichem Abschluss eine Managementausbildung.
Die Leitung der Sparkasse Ebensee, bei der Steinkogler seit 1971 beschäftigt war, wurde ihm 1978 übertragen und erst mit seinem Ausscheiden 2006 beendete er den Dienst als Zweigstellenleiter. Ab 1982 arbeitete Steinkogler als Vizebürgermeister von Ebensee. Am 6. Dezember 1990 wurde Steinkogler Abgeordneter der ÖVP zum oberösterreichischen Landtag. 2009 wurde Steinkogler von der ÖVP Oberösterreich in den Bundesrat entsandt und war bis 2013 Mitglied des Bundesrats der Republik Österreich.
Seit der beruflichen Umorientierung mit dem Ende der Banktätigkeit 2006 arbeitete Steinkogler als selbständiger Unternehmensberater und Vermögensberater für die Deutsche Vermögensberatung.

## Privat
Josef Steinkogler war verheiratet mit Christine Steinkogler und Vater von vier Kindern.

## Auszeichnungen
- 2016: Goldenes Ehrenzeichen des Landes Oberösterreich[2]